# 彼得·哈德曼·伯内特
彼得·哈德曼·伯内特（Peter Hardeman Burnett，1807年11月15日—1895年5月17日），美国政治家，独立民主党人，首任加利福尼亚州州长（1849年-1851年）。